# Giovanni Manzella
Giovanni Manzella (Messina, 20 agosto 1932 – Taranto, 22 giugno 2010) è stato un calciatore italiano, di ruolo difensore.

## Carriera
Difensore di personalità cresciuto nelle giovanili del Messina, Manzella debutta in cadetteria con la Casertana a soli 16 anni, e resta con la squadra campana fino al 1952, anno in cui si trasferisce al Taranto per la cifra record di duecentonovanta milioni di lire.
Nella squadra jonica gioca fino al 1964, per dodici stagioni consecutive, di cui sei (dal 1954 al 1960) in serie B. A tutt' oggi, insieme a Ivan Romanzini e Mario Biondi è uno dei giocatori con il maggior numero di presenze nella squadra ionica: 261 gare (155 in Serie B e 106 in Serie C) e 3 gol. 
Nell'ultima stagione con i colori del Taranto indossa la fascia di capitano.
A fine carriera passa prima al Nardò, in Serie D Interregionale, e poi al Francavilla Fontana, in Eccellenza Pugliese.

## Palmarès

### Club

#### Competizioni nazionali
- Serie C: 1

Taranto: 1953-1954